# Pont ferroviaire de Pirmil
Pour les articles homonymes, voir Pirmil (homonymie).
Le pont ferroviaire de Pirmil, parfois appelé pont de Pornic, franchit la Loire (bras de Pirmil) à Nantes, en France.
Ce pont constitue, avec le pont Haudaudine, la limite maritime de la Loire à Nantes, car ces deux ponts formaient alors un obstacle infranchissable aux navires opérant dans le port de Nantes pour remonter le fleuve plus en amont. Au delà de ces ouvrages, la Loire est considérée comme fluviale.

## Histoire
Permettant le passage des trains et l'accès aux piétons, il a été construit dans les années 1870 pour la ligne de Nantes-État à La Roche-sur-Yon par Sainte-Pazanne inaugurée en 1875, dont un embranchement mène également à Pornic (ligne de Sainte-Pazanne à Pornic). Entre 1895 et 1935, il fut également emprunté par Ligne de Nantes à Legé, ligne d'intérêt local à voie métrique exploitée par Compagnie française de chemins de fer à voie étroite. À cette époque, il existait sur le pont 3 files de rails (écartement normal et écartement métrique).
L'ouvrage actuel accueille à l'origine une double voie lors de sa reconstruction à la suite des bombardements de 1944, l'une d'elles a été déposée pour permettre l'aménagement d'une voie routière réservée aux camions ouverte le 24 février 1945, celle-ci est actuellement utilisée comme piste cyclable.

## Caractéristiques
Sa structure est un pont en treillis métallique, typique de nombreux ponts de l'époque qui ne sont pas tous à usage ferroviaires, comme les ponts de Thouaré situé en amont du fleuve.
D'une longueur de 253 m, il comporte 4 travées.